# 秋葉町 (横浜市)
秋葉町（あきばちょう）は、神奈川県横浜市戸塚区の地名。「丁目」の設定のない単独町名である。住居表示未実施区域。

## 地理
戸塚区の北部に位置し、東に前田町、南東に上柏尾町、南西に柏尾町、西に名瀬町、北に川上町と接している。

### 字名
| - 原田 - 久保田 - 寺之下 - 山田ケ谷 - 寺之上 - 山桝畑 - 堂之下 - 御嶽之下 - 藪下 - 屋敷添 - 海老ケ谷 - 向山 - 宮ノ谷 - 梨之木谷 - 御嶽ノ谷 - 高原 | - 第六天下 - 台ケ谷下 - 押寄 - 宮之前 - 稲荷下 - 宮ノ上 - 辻ノ台 - 広町 - 神楽畑 - 西之台 - 法谷 - 初崎 - 伊勢宮下 - 内久祢 - 金房谷 - 鷹ノ谷 |

### 河川
- 柏尾川

### 地価
住宅地の地価は、2025年（令和7年）1月1日の公示地価によれば、秋葉町字宮ノ谷253番31の地点で18万3000円/m²となっている。

## 歴史
かつて横浜市に編入する前のこの場所は、鎌倉郡中川村大字秋葉であった。
- 1939年（昭和14年）4月1日 - 横浜市に編入。横浜市戸塚区秋葉町となる[7]。
- 1957年（昭和32年）10月29日 - 土地改良事業に伴い、名瀬町の一部を秋葉町に編入[7]。
- 1969年（昭和44年）10月1日 - 行政区再編成に伴い、戸塚区を再設置。横浜市戸塚区秋葉町となる[8]。
- 1971年（昭和46年）6月26日 - 土地区画整理事業に伴い川上町、前田町、名瀬町の各一部を秋葉町に編入[9]。
- 1972年（昭和47年）3月26日 - 土地区画整理事業に伴い、秋葉町の一部を名瀬町、川上町へ編入[9]。
- 1981年（昭和56年）7月20日 - 町界変更により前田町の一部を秋葉町に編入[10]。
- 1986年（昭和61年）11月3日 - 行政区再編成に伴い、戸塚区を再設置。横浜市戸塚区秋葉町となる[11]。

## 世帯数と人口
2025年（令和7年）6月30日現在（横浜市発表）の世帯数と人口は以下の通りである。
| 町丁   | 世帯数    | 人口    |
| ------ | --------- | ------- |
| 秋葉町 | 3,074世帯 | 7,109人 |

### 人口の変遷
国勢調査による人口の推移。
| 年                 | 人口  |
| ------------------ | ----- |
| 1995年（平成7年）  | 5,487 |
| 2000年（平成12年） | 5,453 |
| 2005年（平成17年） | 5,229 |
| 2010年（平成22年） | 5,443 |
| 2015年（平成27年） | 5,290 |
| 2020年（令和2年）  | 6,853 |

### 世帯数の変遷
国勢調査による世帯数の推移。
| 年                 | 世帯数 |
| ------------------ | ------ |
| 1995年（平成7年）  | 1,893  |
| 2000年（平成12年） | 1,909  |
| 2005年（平成17年） | 1,939  |
| 2010年（平成22年） | 2,123  |
| 2015年（平成27年） | 2,164  |
| 2020年（令和2年）  | 2,819  |

## 学区
市立小・中学校に通う場合、学区は以下の通りとなる（2024年11月時点）。
| 番・番地等                                                                                     | 小学校             | 中学校             |
| ---------------------------------------------------------------------------------------------- | ------------------ | ------------------ |
| 1〜159番地、160番地の2〜4 179番地の2〜180番地 187番地の2〜5、188〜199番地 210番地、220番地以降 | 横浜市立秋葉小学校 | 横浜市立秋葉中学校 |
| 160番地の1 160番地の5〜179番地の1 187番地の1・6 200〜209番地、211〜219番地                     | 横浜市立川上小学校 | 横浜市立秋葉中学校 |

## 事業所
2021年（令和3年）現在の経済センサス調査による事業所数と従業員数は以下の通りである。
| 町丁   | 事業所数 | 従業員数 |
| ------ | -------- | -------- |
| 秋葉町 | 86事業所 | 1,368人  |

### 事業者数の変遷
経済センサスによる事業所数の推移。
| 年                 | 事業者数 |
| ------------------ | -------- |
| 2016年（平成28年） | 75       |
| 2021年（令和3年）  | 86       |

### 従業員数の変遷
経済センサスによる従業員数の推移。
| 年                 | 従業員数 |
| ------------------ | -------- |
| 2016年（平成28年） | 1,145    |
| 2021年（令和3年）  | 1,368    |

## 施設・企業
- 横浜市立川上小学校
- 横浜市立秋葉小学校
- 横浜市立秋葉中学校
- 紀文食品 横浜工場[21]

## その他

### 日本郵便
- 郵便番号 : 245-0052[3]（集配局：横浜泉郵便局[22]）

### 警察
町内の警察の管轄区域は以下の通りである。
| 町名   | 街区 | 警察署     | 交番       |
| ------ | ---- | ---------- | ---------- |
| 秋葉町 | 全域 | 戸塚警察署 | 不動坂交番 |